# Jubera (Soria)
Jubera es una localidad de la provincia de Soria, partido judicial de Almazán, Comunidad Autónoma de Castilla y León, España.
El pueblo es parte de la comarca de Arcos de Jalón, que pertenece al municipio de Arcos de Jalón.

## Historia
El pueblo y castillo, hoy arruinado, los compró el arzobispo de Sigüenza a un particular en 1317 con el fin de que los fieles tuviesen asilo en caso de guerra. Una reclamación de 1392 ante el Rey nos esclarece que los moros labradores de Jubera protestan por ser discriminados y obligados a pagar más impuestos que los pocos cristianos del mismo lugar. Y todavía en 1457, casi siglo y medio después de la compra, el obispo de Sigüenza y conde de Medinaceli pleiteaban sobre sus límites. Los diccionarios geográficos de principios del siglo XIX describen la antigua aldea como un simple castillejo o atalaya abrigo de ladrones localizado en un monte. El nombre con el que era conocida era Castillejo de Jubera y no tenía sino categoría de granja.
A finales del siglo XVIII se quema la aldea, destrucción que aprovecha entonces el Obispo Juan Díaz Guerra para reconstruirla. En 1782, con el nombre de Lugar Nuevo, se construyó el nuevo caserío con mesón, posada, portazgo e iglesia. El obispado consiguió entonces el privilegio de villazgo y nombró alcalde y oficios de justicia. Por fin, en 1835 los habitantes compraron las propiedades del obispo.
A la caída del Antiguo Régimen la localidad se constituye en municipio constitucional en la región de Castilla la Vieja que en el censo de 1842 contaba con 24 hogares y 92 vecinos.
A mediados del siglo XIX este municipio desaparece porque se integra en el municipio Velilla de Medinaceli.
A principios del siglo XX se segrega de Velilla de Medinaceli constituyéndose de nuevo en municipio. Contaba entonces con 61 hogares y 263 habitantes.
A finales del siglo XX este municipio desaparece porque se integra en el municipio de Arcos de Jalón. Contaba entonces con 55 hogares y 182 habitantes.

## Geografía humana

### Demografía
| Gráfica de evolución demográfica de Jubera entre 1842 y 1960 |
| |
| Población de derecho según los censos de población del INE Población de hecho según los censos de población del INEEntre el censo de 1930 y el anterior, aparece este municipio porque se segrega del municipio 42622 (Velilla de Medinaceli) Entre el censo de 1857 y el anterior, este municipio desaparece porque se integra en el municipio 42622 (Velilla de Medinaceli) Entre el censo de 1970 y el anterior, este municipio desaparece porque se integra en el municipio 42025 (Arcos de Jalón) |

En el año 1981 contaba con 47 habitantes, concentrados en el núcleo principal, pasando a 7 en 2020, 3 varones y 4 mujeres.
| Gráfica de evolución demográfica de Jubera (Soria) entre 2000 y 2020                             |
|                                                                                                  |
| Población de derecho (2000-2020) según los censos de población del INE a 1 de enero de cada año. |

## Patrimonio
- Caserío de Jubera, el conjunto arquitectónico de Jubera es digno de visitarse por su singularidad y la nobleza de sus edificios. Está formado por bloques de viviendas de buena piedra de sillería, enormes vigas de madera y balcones de hierro. Los amplios edificios distribuyen el espacio conformando calles regulares y una plaza cuadrada cerrada por una bella casona, que en su día ejerció de Mesón.
- Iglesia de Nuestra Señora de los Mártires.
- Castillo de Jubera. El castillo de Jubera se alza sobre un cerro situado a las afueras de la localidad, a unos 500 metros en dirección este, en el término municipal de Arcos de Jalón. Jubera y su castillo fueron comprados por el arzobispo de Sigüenza en 1317 a un particular para ofrecer asilo a los cristianos en caso de conflicto. Figura en el catálogo de Bienes Protegidos de la Junta de Castilla y León en la categoría de Castillo con fecha de declaración 22 de abril de 1949.[10]